# De zusjes Boleyn

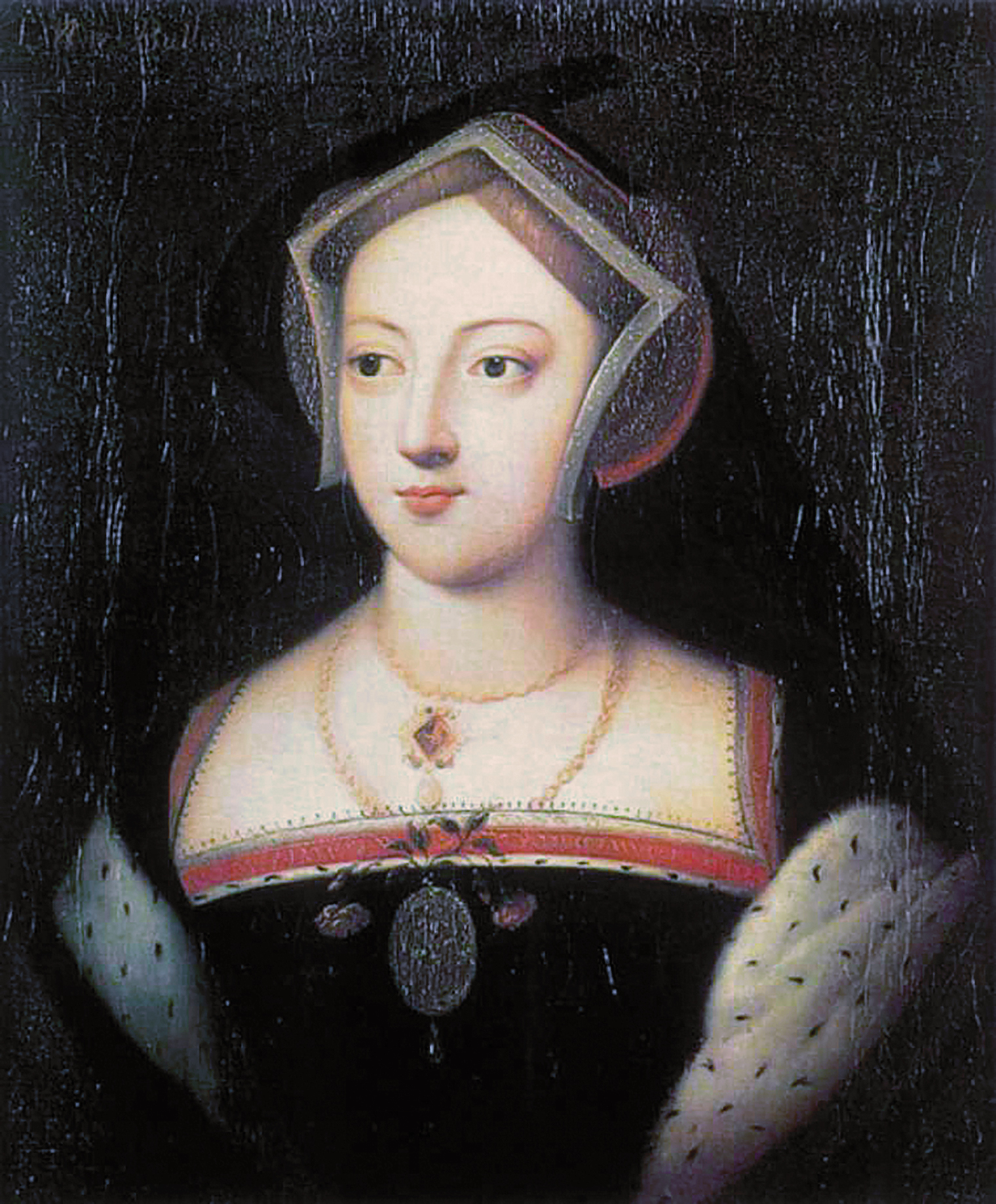
Mary Boleyn

De zusjes Boleyn (oorspronkelijke titel: The Other Boleyn Girl) is een historische roman geschreven door de Britse schrijfster Philippa Gregory. Het is gebaseerd op het 16e-eeuwse leven van de aristocraat Maria Boleyn. Het boek werd een succes in Engeland sinds zijn verschijning in 2002 en kreeg vijf vervolgen The Queen's Fool, The Virgin's Lover, The Constant Princess, The Boleyn Inheritance en The Other Queen.
The Other Boleyn Girl vertelt over de familie Boleyn-Howard op een manier die niet vaak gebruikt is in fictie. Geïnspireerd door het leven van Maria Boleyn schrijft Gregory over de scheiding van een van de meest veelbetekenende huwelijken in de Engelse geschiedenis, dat van Hendrik VIII van Engeland en Catharina van Aragon, en de grote behoefte aan een mannelijke troonopvolger, hoewel de echte geschiedenis een beetje links blijft liggen.
In 2003 is er door de BBC een televisiefilm gemaakt en in 2008 een gelijknamige bioscoopfilm, met Natalie Portman, Scarlett Johansson en Eric Bana in de hoofdrollen.

## Samenvatting van het boek
Aan het begin van het jaar 1521 ontmoeten we Maria, een dertienjarig meisje dat de executie van haar oom bijwoont en niet kan geloven dat de koning de executie niet stopzet. Haar moeder waarschuwt haar dat ze voorzichtig moet zijn: er is immers geen ruimte voor fouten aan het Engelse hof.
Een jaar later komt Anne terug uit Frankrijk, Maria blijkt niet veel van haar zuster te houden, maar als ze haar zuster ontmoet valt ze haar vrolijk in de armen. Maria vertelt over haar nieuwe huwelijk met William Carey, en hoe veel ze hier aan het Engelse hof heeft geleerd.
Je merkt snel genoeg hoe geliefd de drie Boleyns zijn aan het Engelse hof. Ze lopen met zijn drieën door te tuin en worden door iedereen aangesproken. Jane Parker, een van de hofdames van de koningin, valt voor de oudere broer George. Hij vindt haar persoonlijk een vervelende, jaloerse meid. Toch dwingt zijn vader hem met haar te trouwen, vanwege de connecties die ze heeft. George slaapt (bijna) nooit bij zijn vrouw en spendeert zijn tijd liever bij zijn twee zussen. Jane Parker wordt hierdoor nog jaloerser.
Maria heeft grote bewondering voor de koning en zijn vrouw, koningin Katherine. Ze leest haar vaak verhalen voor, maar bij haar terugkomst overschaduwt Anna al snel Maria. Je merkt hoe oneerlijk Anna soms is tegen haar zusje en hoe ze rondparadeert in het kasteel.
Koning Henry blijkt een enorm zwak te hebben voor de jonge Maria, met haar goudblonde haar en mooie gezichtje. De koning schenkt haar een schip dat haar naam draagt: Maria Boleyn I.

### Anna en Henry Percy, George en Francis Weston
Anna wordt ondertussen smoorverliefd op Henry Percy, de toekomstige graaf van Northumberland. Ze verloven zich stiekem met Mary en broer George als getuigen, en verbinden het huwelijk ook in het echt voor God door met elkaar naar bed te gaan. Dit wordt ontdekt door kardinaal Wolsey en Anna's vader, die Anna verbannen van het hof, naar Hever Castle. George houdt nog altijd afstand van zijn vrouw en lijkt verliefd te zijn op Francis Weston. Het blijkt echter een onmogelijke liefde te zijn, ook al heeft hij moeite om dit te accepteren.
Ondertussen ligt Mary elke week bij de koning in bed. In de winter van 1524 wordt Mary zwanger van de koning. Ze krijgen een dochter en Mary noemt haar Catherina. Aangezien iedereen had verwacht dat Mary zwanger zou zijn van een zoon denkt iedereen dat de koning genoeg van haar heeft, maar niets is minder waar: de koning is stapelgek op het meisje, al wordt Catherina naar Hever Castle gestuurd om daar haar studie te volgen.

### 1526
Inmiddels is Anne teruggekomen naar het hof, Mary raakt opnieuw zwanger van de koning en bevalt dan eindelijk in de zomer van 1526 van een zoon: Henry. Hij wordt ook naar Hever Castle gestuurd, net als zijn zus, en Mary wordt het leven aan het hof een beetje zat: ze heeft genoeg van de rivaliteit tussen haar en Anne en mist haar kinderen. Elke zomer bezoekt ze hen op Hever Castle, gaat dan schoorvoetend terug naar het Hof tot er weer een jaar voorbij is en ze weer naar haar kinderen mag.
Mary verliest haar man William Carey aan de zweetziekte en komt daar slecht van af, hij laat haar achter met schulden die ze niet kan betalen. Ondertussen is de koning als een blok gevallen voor Anne toen zij terugkwam van Hever Castle en zoekt een manier om van zijn koningin te scheiden. Als voorzorgsmaatregel adopteert Anne Mary’s zoontje Henry en geeft haar daarvoor ₤100 per jaar. Dit vindt Mary echter niets vergeleken met het verlies van haar zoontje aan haar zus. Henry wordt weggestuurd naar een klooster waar hij opgeleid wordt.
Wanneer Mary met Anne en de Koning meegaat op staatsbezoek in Frankrijk wordt Mary verliefd op William Stafford, de man die haar altijd begeleidde naar Hever Castle om haar kinderen te bezoeken. Mary proeft de vrijheid even als ze samen met hem wegrijdt naar de duinen en hem daar kan liefhebben. Als ze terugkomt naar Engeland is de realiteit hard: William wil met haar weg naar zijn huisje in Rochford (Essex), maar Anne dwingt Mary aan het hof te blijven en ze kan niemand vertrouwen.

### De nieuwe koningin
Koningin Katherine is inmiddels weggestuurd van het hof en woont in haar eigen kasteel met haar dochter Mary Tudor. De koning zoekt een manier om van haar te scheiden. Anne blijft intimiteiten met de koning in eerste instantie weigeren, maar als Jane Seymour de koning steeds meer verleidt, slaat Anne toe en wordt nu echt de maîtresse van de koning. Uiteindelijk vindt Henry een manier om van Katherine te scheiden en trouwt met Anne, die niet veel later gekroond wordt tot de nieuwe koningin van Engeland.
Anne raakt zwanger van een dochter, de toekomstige Elizabeth I, maar Henry raakt te snel afgeleid om trots te zijn op zijn dochter.

### Mary en William Stafford
Uiteindelijk heeft Mary er genoeg van en besluit te trouwen met William Stafford. Wanneer haar ouders en Anne hierachter komen verbannen ze haar van het hof. Mary heeft hier geen moeite mee en is zielsgelukkig met William. Ze krijgen een dochter, Anne, en voeden die op in het kleine huisje in Rochford. Op een dag stuurt koningin Anne haar een brief en gebiedt haar onmiddellijk terug te keren naar het hof. Desnoods neemt ze William mee. Uiteindelijk gaan Mary, William en hun dochters terug. Catherina, Mary’s oudste dochter, wordt een nieuwe hofdame van koningin Anna. Anne vertelt dat ze een miskraam gehad heeft van de koning, maar dat ze nu opnieuw zwanger is, ze was wanhopig en pleegde incest met haar broer. Uiteindelijk baart ze een verminkt kind. De vroedvrouw werkt onder één hoedje met de koning en vertelt hem meteen over het duivelse kind. George en de mannen waar George mee omgaat (George was verliefd op Francis Weston) worden beschuldigd wegens hoogverraad en overspel met de Koningin, en worden onthoofd. Anne wordt opgesloten in de Tower. Mary's dochter Catherina gaat als hofdame tot het einde toe met haar mee. Mary is ervoor bevreesd om haar dochter in gevaar te brengen. Ze besluit te vluchten van het hof en onderdak te zoeken bij William Stafford. William haalt haar zoontje Henry op in het klooster terwijl Mary wacht tot ze haar dochter terugkrijgt. Met de kleine Anne en Catherina vertrekt ze uiteindelijk naar Rochford, en samen wachten ze daar op William.

### Woord van de auteur
De ouders van Mary overlijden 1 à 2 jaar na de executie van hun twee kinderen en Mary erft al hun land. Na een gelukkig leven met William en haar drie kinderen sterft Mary in 1543.

## Historische achtergrond
Maria Boleyn was de zus van de beter bekende Anna Boleyn, daarom is ze vaak genoemd in de talrijke biografieën die geschreven zijn over Anna Boleyn, maar nooit tot in detail.
In tegenstelling tot Anna, was Maria naar verluidt al de maîtresse geweest van twee koningen - Frans I van Frankrijk en Hendrik VIII van Engeland. Ze was geboren ergens tussen 1499 en 1508.
Een bekende maar oncontroleerbare legende suggereert dat Maria de mooiste was van de twee zussen.
Maria is twee keer getrouwd geweest, en heeft naar verluidt twee kinderen van koning Hendrik VIII, maar dit is nooit bevestigd. Ze stierf in 1543.
Philippa Gregory was geïntrigeerd door het verhaal van de zus van een Koningin, die blijkbaar vergeten was door de geschiedenis, omdat zij, blijkbaar, geen behoefte had aan het politieke belang en het impact van haar zuster. Gregory werd gefascineerd door Maria’s verhaal en besloot een roman te schrijven over the other Boleyn girl. Veel van de verhaallijnen zijn losjes gebaseerd op het werk van een Amerikaanse historicus, Retha M. Warnicke, en de boeken van de Britse historicus, Alison Weir. De andere verhalen zijn duidelijk dramatische toevoegingen.

### Specificaties met betrekking tot de historische nauwkeurigheid
Schrijfster Gregory beweert dat alles in haar boek waar is, afgezien van de gedachtes en gevoelens van de individuele karakters. Hier een aantal onderwerpen waarvan de nauwkeurigheid toch betwist wordt:
- Volgorde van geboorte en vroeger leven van de kinderen. Verschillende bronnen, inclusief Eric Ives' biografie van Anna Boleyn, suggereren dat Maria bijna zeker de oudste van de Boleyn-kinderen, waar The Other Boleyn Girl vertelt dat George Boleyn het oudste kind is.

Philippa Gregory reageert: "Nee, niemand kent de leeftijden van de Boleyn-kinderen, of hun geboortedatum." De meeste studenten accepteren nu 1499 voor Maria en 1501 of 1507 voor Anna (1501 is gebaseerd op een brief die ze schreef vanuit België).
- Anna Boleyn werd als eerste naar het invloedrijke hof van Margaret van Oostenrijk gestuurd in 1513. Ze was toen dus zes of twaalf jaar, en de zussen ontmoetten elkaar weer in Frankrijk waar ze het huwelijk van Maria Tudor en Koning Lodewijk XII bijwonen, aan het einde van 1514.
- Maria werd verwikkeld in een affaire met koning Frans I en een aantal van zijn hovelingen. Frans I noemt zijn maîtresse Maria Boleyn "una grandissima ribalda, infame sopra tutti" (een grootse prostitué, schandelijk boven allemaal) en zijn "English mare" (Engelse merrie).
- Gregory ontkent dat Maria een affaire had met de Franse koning.
- Maria Boleyn werd teruggeroepen naar Engeland en trouwde snel met William Carey, een kleine edelman, en bijna onmiddellijk belandde ze in een affaire met Hendrik VIII.
- Anna Boleyn bleef bijna twee jaar in Frankrijk en kwam terug naar Engeland toen de relaties tussen beide landen verslechterden.
- De geboorte van George Boleyn kan niet definitief bewezen worden, maar Drs. Starkey en Ives geloven dat hij de jongste van de Boleyn-kinderen was.
- Anna Boleyn verloofde zich stiekem met Henry Percy, de toekomstige zesde graaf van Northumberland. Er is geen bewijs van een geconsummeerd huwelijk tussen de twee zoals in The Other Boleyn Girl.

Kardinaal Wolsey en de graaf van Northumberland beëindigen de verloving en Anna wordt van het hof weggestuurd, waarschijnlijk naar Hever Castle, het huis van de Boleyn-familie.